# Matkal Tower
Matkal Tower (hebr. מגדל המטכ"ל, Migdal Matkal) – biurowiec w osiedlu Ha-Kirja we wschodniej części miasta Tel Awiw, w Izraelu.

## Historia

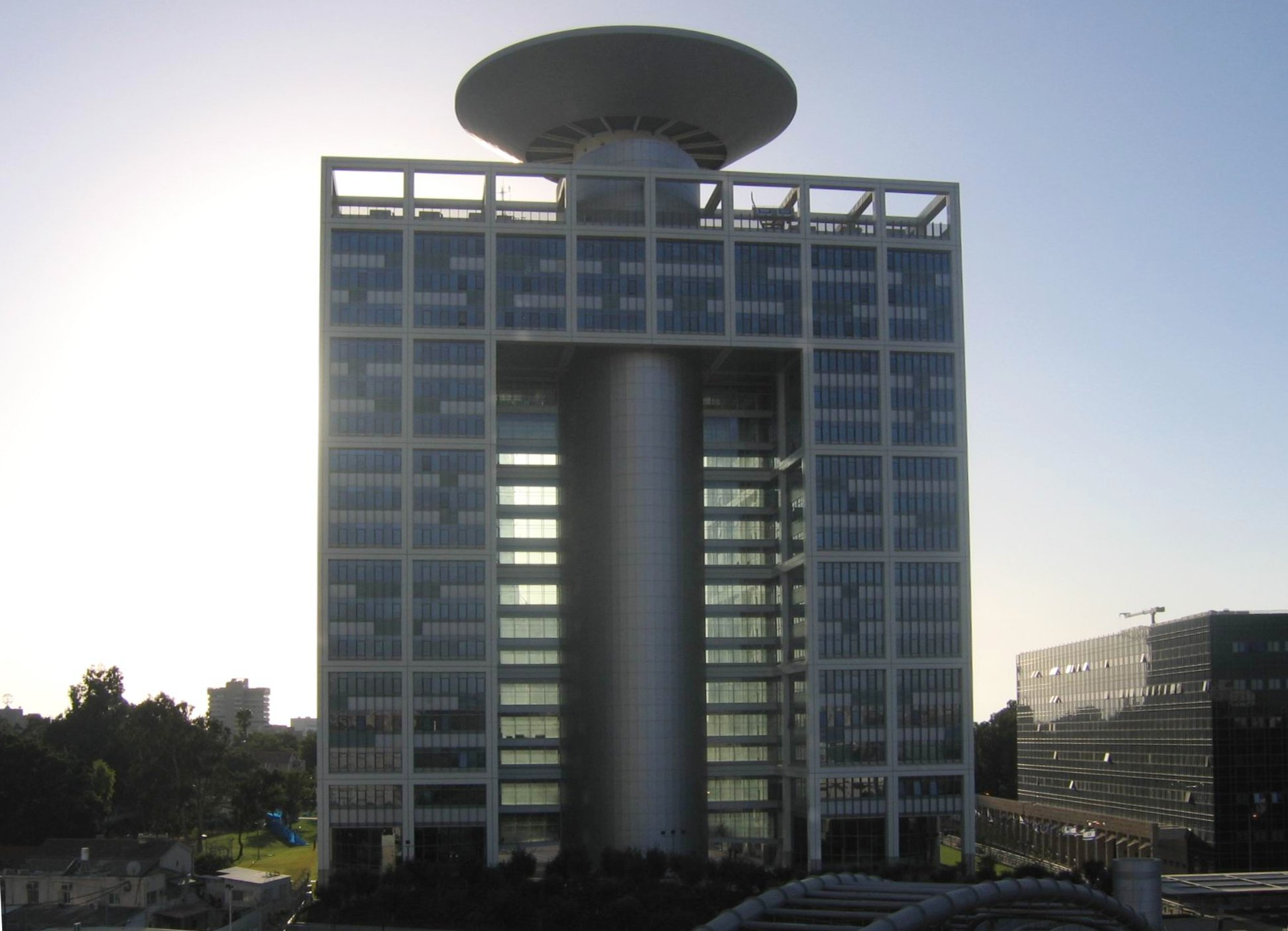
Matcal Tower

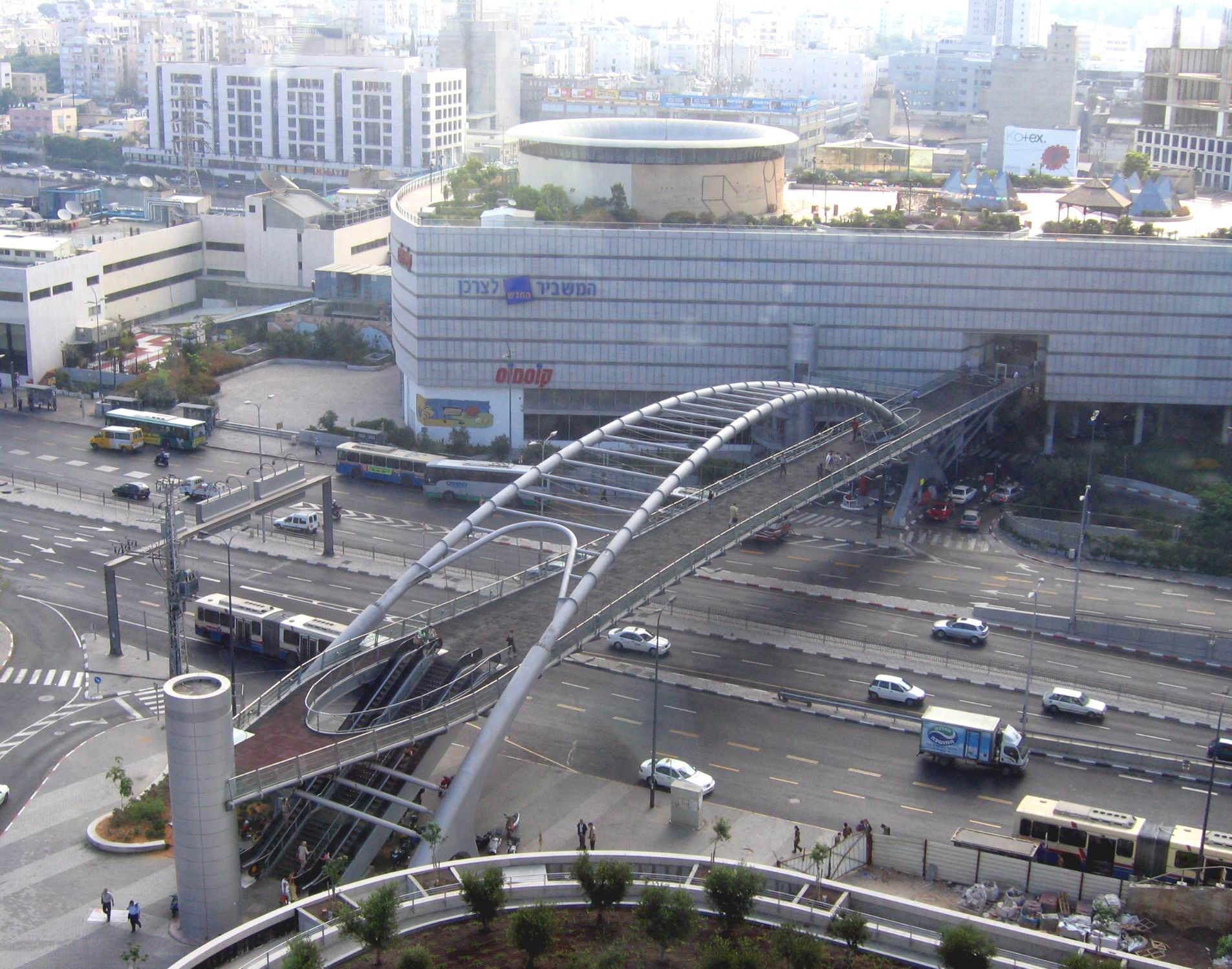
Piesza kładka nad ulicą Begina

Biurowiec wybudowano w latach 2003–2005 na terenie bazy wojskowej Ha-Kirja. Zastąpił on stary, 8-piętrowy biurowiec (Budynek 22), który od 1954 mieścił dowództwo Sił Obronnych Izraela.
Pierwotny plan zakładał, że wieżowiec będzie miał 14 pięter, jednak w 2000 zmieniono plan, dodając trzy dodatkowe kondygnacje. W lutym 2003 zainstalowano pieszą kładkę nad ulicą Menachema Begina, łączącą Matcal Tower z Centrum Azrieli. Budowa Wieży Sztabu kosztowała równowartość 150 milionów USD.

## Dane techniczne
Budynek ma 17 kondygnacji i 5 podziemnych i wysokość 107 metrów.
Cały budynek został wzniesiony w oparciu o wzmocniony rdzeń, którego konstrukcja może wytrzymać wszelkiego rodzaju kolizje i trzęsienia ziemi. Wewnątrz rdzenia umieszczono windy. Budynek posiada podziemny parking, a w jego wnętrzu znajduje się 1286 biur. Na dachu znajduje się lądowisko dla helikopterów.
Wieżowiec wybudowano w stylu modernistycznym. Wzniesiono go z betonu. Elewacja jest wykonana z granitu, szkła i paneli aluminiowych w kolorach białym, jasnoszarym i jasnoniebieskim.
Struktura biurowca jest podzielona na dwie części: po stronie południowej znajduje się Lsachat wykorzystywana przez Ministerstwo Obrony Izraela, zaś po stronie północnej – Ubinim, wykorzystywany przez Sztab Generalny Sił Obronnych Izraela.